# Michel Houellebecq
Michel Houellebecq (miʃɛl wɛlˈbɛk), egentligen Michel Thomas, född 26 februari 1956 i Saint-Pierre på Réunion, är en fransk författare. Han är en kontroversiell författare och skildrar i sina böcker samtiden i relation till frågor rörande sexualitet, religion och kloning. För sin Kartan och landskapet (La Carte et le territoire) vann han 2010 Goncourtpriset.

## Biografi
Houellebecq föddes i det franska departementet Réunion i Indiska Oceanen, men växte från fem månaders ålder (fram till 1961) upp i Algeriet med sin mormor. År 1961, när han var sex år, skickades han till Frankrike för att bo med sin farmor, vars flicknamn Houellebecq han använder som pseudonym. 
Sedan 1988 har Houellebecq givit ut åtta romaner och ett drygt 10-tal diktsamlingar. Han har även publicerat ett stort antal artiklar och essäer, bland annat en essä om H.P. Lovecraft. Sin tredje roman skrev han på Irland, varefter han flyttade till Spanien där han för närvarande bor. Hans roman Refug (La Possibilité d'une île) gavs ut 2005 och är översatt till bland annat svenska, engelska, tyska, italienska och spanska, och vann Prix Interallié 2005. Houellebecq belönades 2010 med Goncourtpriset för sin roman Kartan och landskapet (La Carte et le territoire).
År 2014 spelade Houellebecq sig själv i Guillaume Nicloux dramakomedi Kidnappningen av Michel Houellebecq (franska: L'Enlèvement de Michel Houellebecq). Filmen spinner vidare på ett rykte om författarens påstådda försvinnande under en promotionturné 2011. Någon kidnappning hade dock aldrig ägt rum, utan det som låg bakom Houellebecqs tillfälliga tystnad var enligt honom själv en krånglande internetuppkoppling.
Den 7 januari 2015 kom Houellebecqs bok Underkastelse, som handlar om ett framtida val år 2022 av fransk president. Valet vinns av en islamisk kandidat. Bokens lansering avbröts med anledning av det samtidigt inträffade attentatet mot satirtidskriften Charlie Hebdo.
Förinta (Anéantir), publicerades på franska i januari 2022, och gavs ut på svenska i november samma år.

## Filmografi (urval)
- La Rivière (2001)
- Refug (La Possibilité d'une île, 2008
- To Stay Alive: A Method (2016)